# جووانا استوژانویچ
جووانا استوژانویچ (سیریلیک صربی: Јована Стојановић؛ زادهٔ ۱۰ فوریهٔ ۱۹۹۵) بازیکن فوتبال اهل صربستان است.
وی همچنین در تیم ملی فوتبال Serbia بازی کرده‌است.